# Hermann Lenhartz

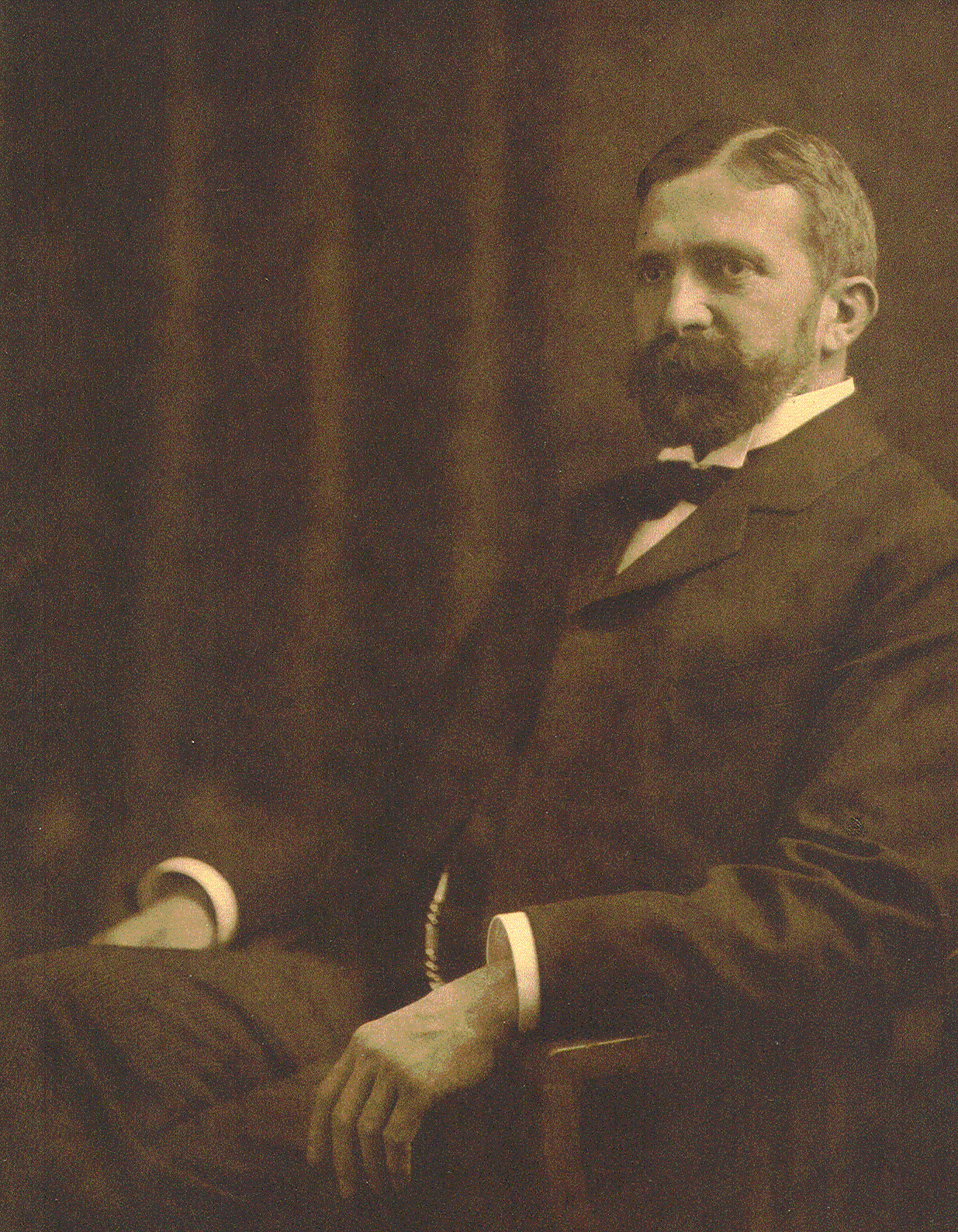
Hermann Lenhartz 1905

Albert Dietrich Hermann Lenhartz (* 20. Dezember 1854 in Ladbergen; † 20. April 1910 in Hamburg) war ein deutscher Arzt.

## Leben
Hermann Lenhartz wurde als Sohn des Pfarrers und Konsistorialrats Gustav Lenhartz (geb. Lenhards) und der Sophie Amalie geb. Möllenhoff in Ladbergen geboren. Er studierte Medizin in Marburg, Göttingen und Leipzig. Ab 1873 war er Corpsschleifenträger der Teutonia Marburg.

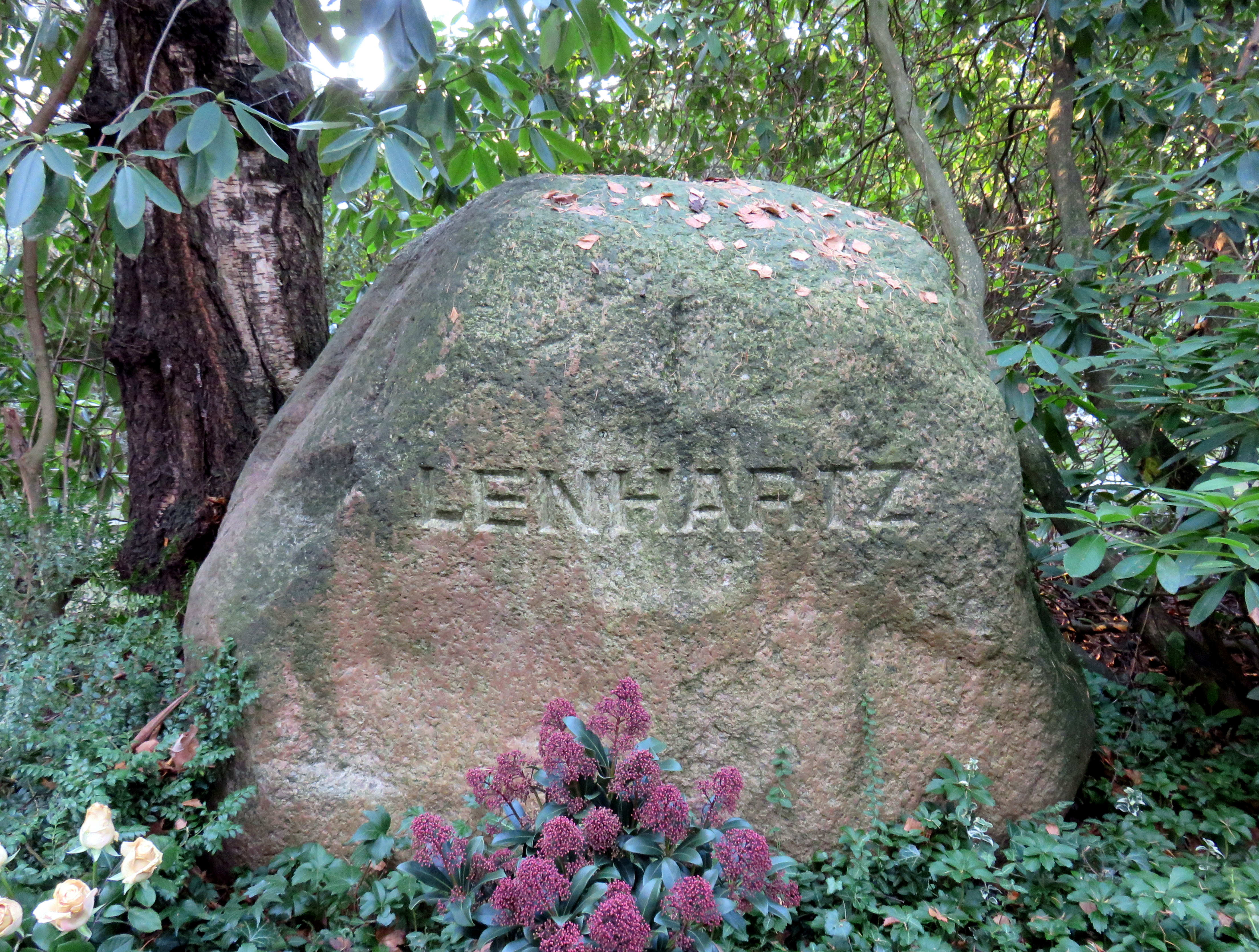
Familiengrabstätte Lenhartz auf dem Friedhof Ohlsdorf

Nach der Promotion (1878) war er von 1879 bis 1883 Assistent an der Medizinischen Klinik der Universität Leipzig unter Ernst Leberecht Wagner, dessen Tochter Johanna er 1884 heiratete. Nach der Assistentenzeit ließ er sich als praktischer Arzt in Leipzig nieder. 1886 wurde Lenhartz Privatdozent, 1893 a. o. Professor und Leiter der Poliklinik in Leipzig.
Unter anderem auf Initiative des renommierten Hamburger Kunsthistorikers und Kulturwissenschaftlers Aby Warburg holte der Hamburger Senat Lenhartz 1895 als Direktor des Allgemeinen Krankenhauses St. Georg nach Hamburg. 1901 wurde er Direktor des Eppendorfer Krankenhauses (des heutigen Universitätsklinikums Hamburg-Eppendorf). Er wurde zum Geheimen Sanitätsrat ernannt.
Lenhartzs älteste Tochter Marie heiratete 1912 den Arzt, Dichter und Kunsthistoriker Hans Much, seine Tochter Johanna 1911 den Agrarwissenschaftler und Politiker Wilhelm Müller-Lenhartz.
Lenhartz starb im Eppendorfer Krankenhaus. Er wurde im Bereich der Familiengrabstätte auf dem Ohlsdorfer Friedhof in Hamburg im Planquadrat AD 19 südlich von Kapelle 7 beigesetzt.

## Werk
Lenhartz veröffentlichte zahlreiche medizinische Schriften, darunter Mikroskopie und Chemie am Krankenbett, die nach seinem Tode von dem Mediziner und Chemiker Prof. Erich Meyer (* 1874, † 1927) fortgeführt wurde. Bis heute praktizierte Behandlungsmethoden und Diäten sind auf dieses Werk zurückzuführen und tragen teilweise seinen Namen.
In Hamburg wurde die „Lenhartzstraße“ in der Nähe des Eppendorfer Krankenhauses nach ihm benannt. In Ladbergen gibt es einen Lenhartzweg.

## Werke
- Mikroskopie und Chemie am Krankenbett. Berlin 1895.
  - 4. Aufl. - Berlin : Springer, 1904. Digitalisierte Ausgabe der Universitäts- und Landesbibliothek Düsseldorf
- Erysipelas (Rose, Rotlauf) und Erysipeloid. in: H. Nothnagel, Specielle Pathologie und Therapie. Bd. 3, Wien 1899
- Die septischen Krankheiten. in: H. Nothnagel, Specielle Pathologie und Therapie., Bd. 3, Wien 1899